# أطلس الدماغ
يتكون أطلس الدماغ من مقاطع متسلسلة على طول مستويات تشريحية مختلفة للدماغ الحيواني أو البشري النامي أو المريض أو البالغ حيث تُعيّن عدد من الإحداثيات لكل بنية دماغية ذات صلة لتحديد مخططها أو حجمها. أطالس الدماغ هي نتائج متجاورة وشاملة لرسم خرائط الدماغ المرئية وقد تتضمن سمات تشريحية أو وراثية أو وظيفية. يتكون أطلس الدماغ الوظيفي من 𝑁 مناطق الاهتمام، حيث تُعرف هذه المناطق عادة على أنها بقع متجاورة مكانياً ومتماسكة وظيفياً من المادة الرمادية.
في معظم الأطالس، الأبعاد الثلاثة هي: الجانب-الطرفي (س)، الظهرية - البطنية (ص)،ومنقاري-ذيلي (ع). الأقسام الممكنة هي:
- مستوى إكليلي
- مستوى سهمي
- مستوى مستعرض

تستخدم الخرائط السطحية أحياناً بالإضافة إلى خرائط المقطع التسلسلي ثلاثي الأبعاد.
إلى جانب الدماغ البشري، توجد أطالس دماغية لأدمغة الفأر والمكاك الريسوس وذبابة الندى والخنازير وغيرها.
ومن الأمثلة البارزة على ذلك أطلس ألين للدماغ، وخرائط الدماغ، والدماغ وأطلس دماغ الرضع. وعمل الاتحاد الدولي لرسم خرائط الدماغ.